# Halloween (jogo eletrônico)
Halloween é um jogo do tipo adventure mesclado com momentos de suspense. O jogo, lançado para o console Atari 2600 em 1983 pela Wizard Video Games e projetado e programado pela MicroGraphic Image.
Era baseado no famoso filme de terror e suspense de 1978 de mesmo nome, e possuía como música de abertura, a conhecida trilha sonora do filme. Essa música também tocava em certas partes do jogo, algo que ficou na memória de muitos jogadores de videogame daquela geração.
No jogo, o player controla uma babá que precisa proteger os bebês do ataque de Michael Myers, que conseguiu entrar em casa. Embora o jogo se chame Halloween, e apresente o pôster teatral do filme como arte da capa e o tema musical principal do filme, o jogo em si nunca se refere a nenhum personagem, incluindo o assassino, por seus nomes no filme.
No Brasil, o título do jogo foi erroneamente traduzido para 'Sexta-Feira 13'.